# Uberto Pallastrelli
Uberto Pallastrelli (Piacenza, 13 maggio 1904 – Santa Margherita Ligure, 13 aprile 1991) è stato un pittore italiano celebre per i suoi ritratti. Considerato il ritrattista per eccellenza dell’aristocrazia italiana ed inglese, fu apprezzato per aver immortalato su tela personaggi come la regina Elisabetta, la regina Maria José del Belgio, Gianni Agnelli, l'Aga Khan e Anita Ekberg.

## Biografia
Uberto Pallastrelli realizzò il suo primo ritratto all'età di undici anni. 
Subito dopo divenne allievo di Francesco Ghiottoni e Nazareno Sidoli presso l’Istituto Gazzola di Piacenza. Seguirono quindi gli studi all’Accademia di belle arti di Brera a Milano, fino al soggiorno a Parigi, dove si recò per perfezionare la sua tecnica: la sua mostra alla galleria Charpentier fece molto discutere tra i salotti della borghesia parigina.
Successivamente abbandonò la vita da perfetto bohemièn parigino per recarsi a Venezia, dove si fece notare alle Biennali del 1938 e a quella del 1942, quest'ultima con un ritratto della principessa di Piemonte Maria José di Savoia e del primogenito Vittorio Emanuele. A Venezia posarono per lui anche Barbara Hutton e l'ereditiera e la Maharani Indira di Kapurthala.
In seguito si trasferì in Inghilterra dove divenne ben presto il preferito della nobiltà inglese: il duca e la duchessa di Marlbourgh, lord e lady Mountbatten, la contessa di Jersey, e la duchessa di Westminster. 
Dopo i numerosi soggiorni tra Buenos Aires, Palm Beach e Nizza, fu uno dei protagonisti, tra gli anni ‘30-’40, al Columbus Day di New York accanto al sindaco Fiorello La Guardia.
Le porte al jet set della classe nobile gli si schiudevano ufficialmente a suono di consensi diffusi: Gianni Agnelli, Aga Khan e la regina Elisabetta, furono solo alcuni tra i soggetti dei suoi celebri ritratti. 
Nel 1953, conobbe Aristotele Onassis a Portofino che invitò il Conte Uberto sul suo panfilo, per una crociera durante la quale gli fu chiesto di ritrarre i figli Alexander e Christina.
Rientrato in Italia, si trasferì a Santa Margherita Ligure, alternandosi tra lo studio romano a Fontana di Trevi e la casa sulla riviera ligure. Morì nel 1991 ed ora riposa al cimitero monumentale di Staglieno (Genova).
Dal dicembre del 2015 fino al gennaio del 2016, è stata dedicata al suo talento una mostra alla sala Panini di Palazzo Galli a Piacenza (Banca di Piacenza), con l’esposizione di Ottanta opere, tra ritratti, paesaggi nature morte e animali, oltre alla ricostruzione del suo studio di Roma, a Fontana di Trevi: cavalletto, sgabello, spatole, pennelli e colori, rimasti lì dopo l’esecuzione della sua ultima opera.
La mostra curata da Vittorio Sgarbi, Laura Riccò Soprani, Robert Gionelli e Carlo Ponzini, ha evidenziato la personalità umana dell’artista e la sua notevole carriera artistica scandita dalle più importanti committenze italiane, parigine, londinesi e delle due Americhe.

## La tecnica del Ritratto
I ritratti del Pallastrelli si distinguevano per un tipo di pittura veloce, sfrangiata, ‘à la française’, in cui poter cogliere un gesto, uno sguardo o la raffinatezza di un abito.
La sua tecnica, molto semplice, consisteva nel tracciare il posizionamento degli occhi, degli zigomi e delle spalle con un carboncino, e poi su questa traccia applicava il suo lavoro con pennelli particolari di diversa dimensione.
Con la spatola impastava i colori, dipingeva gli occhi, le pupille e i dettagli più minuti, e sempre con la spatola firmava anche i suoi ritratti: la sua abilità era quella di sapere cogliere immediatamente l’identità dei suoi soggetti prima ancora di concentrarsi sulla somiglianza, riportandola sulla tela attraverso un gioco di tratti, luci e colori.
Il conte non aveva bisogno di utilizzare delle casacche da lavoro, ma avrebbe potuto indossare una giacca da smoking bianca senza macchiarla. Pallastrelli si serviva esclusivamente di colori naturali, e gli bastavano poche formulazioni base per esaltare la bellezza che secondo lui si celava nel volto di ogni donna. Anche le sue cornici erano scelte appositamente da lui secondo un gusto particolare mentre famoso era il rigore che richiedeva ai suoi soggetti durante il periodo di posa: per un ritratto importante, Uberto richiedeva un minimo di 20-25 pose della durata di circa 30 minuti, durante le quali il soggetto doveva mantenere ferma la sua postura. Zelante per natura, si recava personalmente a visitare le stanze ed i palazzi delle committenze che gli affidavano di volta in volta i ritratti, per poter trovare la luce giusta, una finestra che potesse filtrare la luce in modo da esaltare l’estetica.
Il Conte Uberto Pallastrelli di Celleri “non lavorava per denaro, dipingere era per lui una necessità”, e non cercava il successo perché era il successo a cercare lui.